# Imazekia ryukyuensis
Imazekia ryukyuensis är en svampart som beskrevs av Tak. Kobay. & Y. Kawabe 1992. Imazekia ryukyuensis ingår i släktet Imazekia och familjen Phyllachoraceae.   Inga underarter finns listade i Catalogue of Life.